# 碘酸镭
碘酸镭是一种无机化合物，有放射性，化学式为Ra(IO3)2，它可由氢氧化镭和碘酸反应制得。它比碘酸钡更难溶于水。